# Tylopterna sextalis
Tylopterna sextalis är en tvåvingeart som beskrevs av Cherian 1971. Tylopterna sextalis ingår i släktet Tylopterna och familjen fritflugor. Inga underarter finns listade i Catalogue of Life.